# Albert Rains
Albert McKinley Rains, född 11 mars 1902 i DeKalb County i Alabama, död 22 mars 1991 i Gadsden i Alabama, var en amerikansk politiker (demokrat). Han var ledamot av USA:s representanthus 1945–1965.
Rains gifte sig 1939 med Allison Blair. Paret fick ett barn som dog tidigt.
I demokraternas primärval inför kongressvalet 1944 besegrade Rains sittande kongressledamoten Joe Starnes.